# 343-тя піхотна дивізія (Третій Рейх)
343-тя піхотна дивізія (Третій Рейх) (нім. 343. Infanterie-Division) — піхотна дивізія Вермахту, що входила до складу німецьких сухопутних військ у роки Другої світової війни.

## Історія з'єднання
343-тя піхотна дивізія була сформована 1 жовтня 1942 року на навчальному центрі Графенвер у XIII військовому окрузі. Невдовзі після завершення формування її підрозділи передислокували на захід Франції на півострів Бретань у район Бреста, де вона продовжила бойове злагодження і перейшла до оборони визначеного сектору на Атлантичному валі.
Після висадки союзників у Нормандії 6 червня 1944 року дивізія вела оборонні бої в районі Бреста та півострову Крозон, де у вересні 1944 року була знищена в ході оборони Бреста. Офіційно дивізію було розпущено 29 вересня 1944 року.

## Райони бойових дій
- Німеччина (жовтень — листопад 1943)
- Франція (листопад 1943 — вересень 1944)

## Командування

### Командири
- генерал-лейтенант Фрідріх Ціквольфф (28 вересня 1942 — 25 серпня 1943), помер від поранень, спричинених атакою французьких партизан;
- генерал-майор Герман Крузе (нім. Hermann Kruse) (25 серпня 1943 — 1 лютого 1944);
- генерал-лейтенант Ервін Раух (1 лютого — 18 вересня 1944), полонений.

### Підпорядкованість
| Час      | Корпус     | Армія | Група армій (округ) | Штаб    |
| -------- | ---------- | ----- | ------------------- | ------- |
| 1943     |            |       |                     |         |
| листопад | XXV ак     | 7 А   | Група армій «D»     | Бретань |
| грудень  | LXXXVII ак | 7 А   | Група армій «D»     | Бретань |
| 1943     |            |       |                     |         |
| січень   | LXXXVII ак | 7 А   | Група армій «D»     | Бретань |
| серпень  | XXV ак     | 7 А   | Група армій «D»     | Бретань |
| 1944     |            |       |                     |         |
| січень   | XXV ак     | 7 А   | Група армій «D»     | Бретань |
| травень  | XXV ак     | 7 А   | Група армій «B»     | Бретань |
| серпень  | XXV ак     | 7 А   | Група армій «B»     | Брест   |

### Склад
| 1944                                   |
| -------------------------------------- |
| 851-й фортечний гренадерський полк     |
| 852-й фортечний гренадерський полк     |
| 898-й фортечний гренадерський полк     |
| 343-й артилерійський полк              |
| 343-й інженерний батальйон             |
| 343-й дивізійний батальйон зв'язку     |
| 343-те дивізійне управління постачання |